# 小行星列表/41901-42000
| 名稱                            | 臨時編號   | 發現日期       | 發現地點   | 發現者                         |
| ------------------------------- | ---------- | -------------- | ---------- | ------------------------------ |
| 小行星41901                     | 2000 WP127 | 2000年11月17日 | 基特峰     | 太空监视                       |
| 小行星41902                     | 2000 WA128 | 2000年11月18日 | 埃洛伊     | 杨光宇                         |
| 小行星41903                     | 2000 WO128 | 2000年11月18日 | 基特峰     | 太空监视                       |
| 小行星41904                     | 2000 WJ130 | 2000年11月19日 | 基特峰     | 太空监视                       |
| 小行星41905                     | 2000 WE133 | 2000年11月19日 | 索科罗     | 林肯近地小行星研究小组         |
| 小行星41906                     | 2000 WO135 | 2000年11月19日 | 索科罗     | 林肯近地小行星研究小组         |
| 小行星41907Jonathanford         | 2000 WF137 | 2000年11月20日 | 可可尼诺县 | 洛厄尔天文台近地小行星搜寻计划 |
| 小行星41908                     | 2000 WR137 | 2000年11月20日 | 索科罗     | 林肯近地小行星研究小组         |
| 小行星41909                     | 2000 WO141 | 2000年11月19日 | 索科罗     | 林肯近地小行星研究小组         |
| 小行星41910                     | 2000 WS141 | 2000年11月19日 | 索科罗     | 林肯近地小行星研究小组         |
| 小行星41911                     | 2000 WH143 | 2000年11月20日 | 可可尼诺县 | 洛厄尔天文台近地小行星搜寻计划 |
| 小行星41912                     | 2000 WR144 | 2000年11月21日 | 索科罗     | 林肯近地小行星研究小组         |
| 小行星41913                     | 2000 WF149 | 2000年11月29日 | 海勒卡拉   | 近地小行星追踪                 |
| 小行星41914                     | 2000 WY151 | 2000年11月29日 | 海勒卡拉   | 近地小行星追踪                 |
| 小行星41915                     | 2000 WJ152 | 2000年11月27日 | 索科罗     | 林肯近地小行星研究小组         |
| 小行星41916                     | 2000 WT152 | 2000年11月29日 | 索科罗     | 林肯近地小行星研究小组         |
| 小行星41917                     | 2000 WC153 | 2000年11月29日 | 索科罗     | 林肯近地小行星研究小组         |
| 小行星41918                     | 2000 WA156 | 2000年11月30日 | 索科罗     | 林肯近地小行星研究小组         |
| 小行星41919                     | 2000 WW156 | 2000年11月30日 | 索科罗     | 林肯近地小行星研究小组         |
| 小行星41920                     | 2000 WA158 | 2000年11月30日 | 索科罗     | 林肯近地小行星研究小组         |
| 小行星41921                     | 2000 WL158 | 2000年11月30日 | 索科罗     | 林肯近地小行星研究小组         |
| 小行星41922                     | 2000 WT158 | 2000年11月30日 | 海勒卡拉   | 近地小行星追踪                 |
| 小行星41923                     | 2000 WN159 | 2000年11月19日 | 索科罗     | 林肯近地小行星研究小组         |
| 小行星41924                     | 2000 WF160 | 2000年11月20日 | 可可尼诺县 | 洛厄尔天文台近地小行星搜寻计划 |
| 小行星41925                     | 2000 WJ161 | 2000年11月20日 | 可可尼诺县 | 洛厄尔天文台近地小行星搜寻计划 |
| 小行星41926                     | 2000 WQ161 | 2000年11月20日 | 可可尼诺县 | 洛厄尔天文台近地小行星搜寻计划 |
| 小行星41927Bonal                | 2000 WM166 | 2000年11月24日 | 可可尼诺县 | 洛厄尔天文台近地小行星搜寻计划 |
| 小行星41928                     | 2000 WQ172 | 2000年11月25日 | 索科罗     | 林肯近地小行星研究小组         |
| 小行星41929                     | 2000 WC175 | 2000年11月26日 | 索科罗     | 林肯近地小行星研究小组         |
| 小行星41930                     | 2000 WO175 | 2000年11月26日 | 索科罗     | 林肯近地小行星研究小组         |
| 小行星41931                     | 2000 WO177 | 2000年11月27日 | 索科罗     | 林肯近地小行星研究小组         |
| 小行星41932                     | 2000 WF178 | 2000年11月28日 | 基特峰     | 太空监视                       |
| 小行星41933                     | 2000 WH179 | 2000年11月26日 | 索科罗     | 林肯近地小行星研究小组         |
| 小行星41934                     | 2000 WO179 | 2000年11月26日 | 索科罗     | 林肯近地小行星研究小组         |
| 小行星41935                     | 2000 WQ179 | 2000年11月26日 | 索科罗     | 林肯近地小行星研究小组         |
| 小行星41936                     | 2000 WX179 | 2000年11月27日 | 索科罗     | 林肯近地小行星研究小组         |
| 小行星41937                     | 2000 WJ185 | 2000年11月29日 | 索科罗     | 林肯近地小行星研究小组         |
| 小行星41938                     | 2000 WO185 | 2000年11月29日 | 索科罗     | 林肯近地小行星研究小组         |
| 小行星41939                     | 2000 WQ186 | 2000年11月27日 | 索科罗     | 林肯近地小行星研究小组         |
| 小行星41940                     | 2000 WR190 | 2000年11月18日 | 可可尼诺县 | 洛厄尔天文台近地小行星搜寻计划 |
| 小行星41941                     | 2000 XF    | 2000年12月2日  | 瓦哈卡州   | J. M. Roe                      |
| 小行星41942                     | 2000 XW1   | 2000年12月3日  | 基特峰     | 太空监视                       |
| 小行星41943Fredrick             | 2000 XH2   | 2000年12月3日  | Olathe     | L. Robinson                    |
| 小行星41944                     | 2000 XR2   | 2000年12月1日  | 索科罗     | 林肯近地小行星研究小组         |
| 小行星41945                     | 2000 XY5   | 2000年12月1日  | 索科罗     | 林肯近地小行星研究小组         |
| 小行星41946                     | 2000 XF6   | 2000年12月1日  | 索科罗     | 林肯近地小行星研究小组         |
| 小行星41947                     | 2000 XW7   | 2000年12月1日  | 索科罗     | 林肯近地小行星研究小组         |
| 小行星41948                     | 2000 XX7   | 2000年12月1日  | 索科罗     | 林肯近地小行星研究小组         |
| 小行星41949                     | 2000 XB8   | 2000年12月1日  | 索科罗     | 林肯近地小行星研究小组         |
| 小行星41950                     | 2000 XA9   | 2000年12月1日  | 索科罗     | 林肯近地小行星研究小组         |
| 小行星41951                     | 2000 XH10  | 2000年12月1日  | 索科罗     | 林肯近地小行星研究小组         |
| 小行星41952                     | 2000 XA11  | 2000年12月1日  | 海勒卡拉   | 近地小行星追踪                 |
| 小行星41953                     | 2000 XK16  | 2000年12月1日  | 索科罗     | 林肯近地小行星研究小组         |
| 小行星41954                     | 2000 XX20  | 2000年12月4日  | 索科罗     | 林肯近地小行星研究小组         |
| 小行星41955                     | 2000 XD22  | 2000年12月4日  | 索科罗     | 林肯近地小行星研究小组         |
| 小行星41956                     | 2000 XB27  | 2000年12月4日  | 索科罗     | 林肯近地小行星研究小组         |
| 小行星41957                     | 2000 XD27  | 2000年12月4日  | 索科罗     | 林肯近地小行星研究小组         |
| 小行星41958                     | 2000 XK29  | 2000年12月4日  | 索科罗     | 林肯近地小行星研究小组         |
| 小行星41959                     | 2000 XV29  | 2000年12月4日  | 索科罗     | 林肯近地小行星研究小组         |
| 小行星41960                     | 2000 XR30  | 2000年12月4日  | 索科罗     | 林肯近地小行星研究小组         |
| 小行星41961                     | 2000 XS32  | 2000年12月4日  | 索科罗     | 林肯近地小行星研究小组         |
| 小行星41962                     | 2000 XG35  | 2000年12月4日  | 索科罗     | 林肯近地小行星研究小组         |
| 小行星41963                     | 2000 XU35  | 2000年12月5日  | 索科罗     | 林肯近地小行星研究小组         |
| 小行星41964                     | 2000 XW36  | 2000年12月5日  | 索科罗     | 林肯近地小行星研究小组         |
| 小行星41965                     | 2000 XP37  | 2000年12月5日  | 索科罗     | 林肯近地小行星研究小组         |
| 小行星41966                     | 2000 XU37  | 2000年12月5日  | 索科罗     | 林肯近地小行星研究小组         |
| 小行星41967                     | 2000 XE39  | 2000年12月4日  | 索科罗     | 林肯近地小行星研究小组         |
| 小行星41968                     | 2000 XE53  | 2000年12月6日  | 索科罗     | 林肯近地小行星研究小组         |
| 小行星41969                     | 2000 YX    | 2000年12月17日 | 基特峰     | 太空监视                       |
| 小行星41970                     | 2000 YZ3   | 2000年12月18日 | 基特峰     | 太空监视                       |
| 小行星41971                     | 2000 YM6   | 2000年12月20日 | 索科罗     | 林肯近地小行星研究小组         |
| 小行星41972                     | 2000 YO8   | 2000年12月17日 | 基特峰     | 太空监视                       |
| 小行星41973                     | 2000 YT11  | 2000年12月19日 | 海勒卡拉   | 近地小行星追踪                 |
| 小行星41974                     | 2000 YW11  | 2000年12月19日 | 海勒卡拉   | 近地小行星追踪                 |
| 小行星41975                     | 2000 YU12  | 2000年12月23日 | 埃洛伊     | 杨光宇                         |
| 小行星41976                     | 2000 YA15  | 2000年12月21日 | 于克勒     | T. Pauwels                     |
| 小行星41977                     | 2000 YU15  | 2000年12月22日 | 可可尼诺县 | 洛厄尔天文台近地小行星搜寻计划 |
| 小行星41978                     | 2000 YX15  | 2000年12月22日 | 可可尼诺县 | 洛厄尔天文台近地小行星搜寻计划 |
| 小行星41979Lelumacri            | 2000 YK16  | 2000年12月22日 | 贝林佐纳   | S. Sposetti                    |
| 小行星41980                     | 2000 YG18  | 2000年12月20日 | 索科罗     | 林肯近地小行星研究小组         |
| 小行星41981姚贝娜星（Yaobeina） | 2000 YD21  | 2000年12月28日 | 埃洛伊     | 杨光宇                         |
| 小行星41982                     | 2000 YE21  | 2000年12月29日 | 埃洛伊     | 杨光宇                         |
| 小行星41983                     | 2000 YL26  | 2000年12月28日 | 索科罗     | 林肯近地小行星研究小组         |
| 小行星41984                     | 2000 YQ26  | 2000年12月28日 | 索科罗     | 林肯近地小行星研究小组         |
| 小行星41985                     | 2000 YY28  | 2000年12月29日 | 可可尼诺县 | 洛厄尔天文台近地小行星搜寻计划 |
| 小行星41986Fort Bend            | 2000 YR29  | 2000年12月29日 | Needville  | Needville                      |
| 小行星41987                     | 2000 YW29  | 2000年12月27日 | 大泉天文台 | 小林隆男                       |
| 小行星41988Emilyjoseph          | 2000 YX30  | 2000年12月27日 | 基特峰     | 太空监视                       |
| 小行星41989                     | 2000 YX33  | 2000年12月28日 | 索科罗     | 林肯近地小行星研究小组         |
| 小行星41990                     | 2000 YG34  | 2000年12月28日 | 索科罗     | 林肯近地小行星研究小组         |
| 小行星41991                     | 2000 YJ34  | 2000年12月28日 | 索科罗     | 林肯近地小行星研究小组         |
| 小行星41992                     | 2000 YR35  | 2000年12月30日 | 索科罗     | 林肯近地小行星研究小组         |
| 小行星41993                     | 2000 YD38  | 2000年12月30日 | 索科罗     | 林肯近地小行星研究小组         |
| 小行星41994                     | 2000 YX38  | 2000年12月30日 | 索科罗     | 林肯近地小行星研究小组         |
| 小行星41995                     | 2000 YF41  | 2000年12月30日 | 索科罗     | 林肯近地小行星研究小组         |
| 小行星41996                     | 2000 YE43  | 2000年12月30日 | 索科罗     | 林肯近地小行星研究小组         |
| 小行星41997                     | 2000 YG45  | 2000年12月30日 | 索科罗     | 林肯近地小行星研究小组         |
| 小行星41998                     | 2000 YO45  | 2000年12月30日 | 索科罗     | 林肯近地小行星研究小组         |
| 小行星41999                     | 2000 YX45  | 2000年12月30日 | 索科罗     | 林肯近地小行星研究小组         |
| 小行星42000                     | 2000 YT46  | 2000年12月30日 | 索科罗     | 林肯近地小行星研究小组         |

| 上一頁： 41801-41900 | 小行星列表 41901-42000 | 下一頁： 42001-42100 |